# Alexander Turnbull
Alexander Thomas Turnbull (Paris (Ontario), 6 december 1872 - Burnaby, 27 augustus 1956) was een Canadees lacrossespeler. 
Met de Canadese ploeg won Turnbull de olympische gouden medaille in 1908.

## Resultaten
- 1908  Olympische Zomerspelen in Londen